# Thomas Blatt
Thomas "Toivi" Blatt (született Tomasz Blatt; Izbica, Lengyelország, 1927. április 15. – Santa Barbara, Kalifornia, Egyesült Államok, 2015. október 31.) a sobibóri megsemmisítőtábor túlélője, memoáríró. Miután az 1943 októberében lezajlott felkelés során megszökött, Lengyelországban élt, majd 1957-ben Izraelbe emigrált, 1958-ban pedig az Egyesült Államokba.

## Élete
Thomas Blatt 1927. április 15-én született a lengyelországi Izbicában (lakossága a Holocaust Encyclopedia szerint 90%-ban zsidó volt), zsidó családban. Később született egy öccse is. Apja egy italboltot vezetett a faluban. Családját 1941-ben az izbicai gettóba zárták, mely a lublini rezervátum legnagyobb tranzitgettója volt. 1943. április 28-án Blattot mintegy 400 másik izbicai zsidóval együtt Sobibórba deportálták, ahol családjából egyedül ő maradt életben. A szelektálás után 40 férfival bekerült az Arbeitsjudenba előbb az alsó- majd a felső táborba, ahol a már meztelenre vetkőztetett nők haját kellett rövidre vágniuk.

### A szökés
Blatt azon kb. 50 fogoly közé tartozik, akiknek sikerült elmenekülniük az 1943. október 14-i felkelés során.

### Emigráció

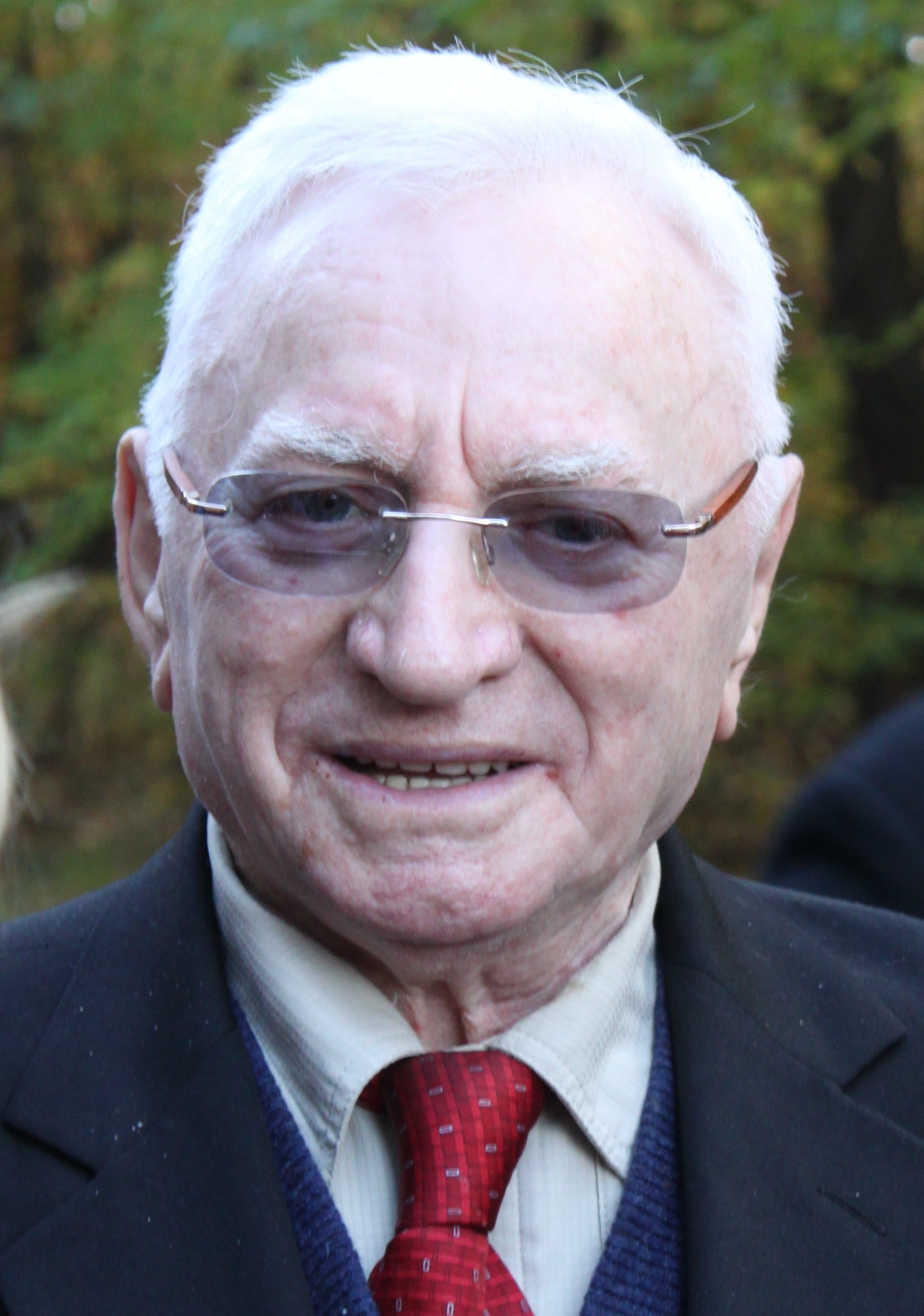
2013-ban Sobibórban

1957-ben Lengyelországból Izraelbe emigrált, majd a következő évben onnan az Egyesült Államokba. Az  1970-es évek végén és az 1980-as években Richard Rashke amerikai újságírónak és írónak dolgozott, akinek legismertebb műve, az Escape from Sobibor, mely először 1982-ben jelent meg. Rashke megbízta Blattot, hogy találja meg a még élő sobibóri túlélőket, és készítsen velük interjúkat a szökésről. 
Blatt saját kutatásokat is végzett. 1983-ban interjút készített a börtönből szabaduló Karl Frenzellel, aki a sobibóri tábor egyik magasrangú SS-tisztje volt. Frenzelt először életfogytiglanra ítélték, de 16 év után szabadult, mivel egy fellebbezés miatt az ügyét újratárgyalták. 
Blatt két könyvet írt Sobibórról. Az első memoárja, a From The Ashes of Sobibor (1997) a háború előtti életéről és Izbica német megszállásáról szól, mely végül családja deportálásához vezetett. Második memoárja a fia, Leon Blatt segítségével írt Sobibor, the Forgotten Revolt (1998), melyben az 1943. október 14-i szökésről számol be a saját emlékezetére és a kiegészítő kutatásokra támaszkodva.
Blatt a kaliforniai Santa Barbarában élt. 2015. október 31-én, 88 éves korában halt meg otthonában.